# Radio Paris
Radio Paris was een Franse radiozender die op 6 november 1922 opgericht werd. Het was de eerste privézender in Frankrijk.
De zender werd opgericht door Émile Girardeau onder de naam Radiola. De eerste proefuitzendingen begonnen op 26 juni 1922, de eerste reguliere programma's op 6 november 1922. Het eerste nieuwsbulletin volgde op 6 januari 1923. Op 29 maart 1924 werd de naam veranderd in Radio Paris. Op 17 december 1933 werd het station overgenomen door de Franse staat en opgenomen in haar radionetwerk. De vorige eigenaren herinvesteerden een deel van hun opbrengst in wat later de Franse zender RTL zou worden.
Vanaf 1939 werden ook buitenlandstalige uitzendingen gemaakt, waaronder nog Radio Vrij Nederland vanaf 19 mei 1940. Op 17 juni 1940 werd de zender gesloten na de Duitse inval, maar het station werd daarna van juli 1940 tot augustus 1944 gebruikt door nazicollaborateurs. De zender zou later berucht blijven om de uitgezonden propaganda.
Op 15 augustus 1944 werd het station bevrijd door de Résistance Police en medewerkers van het station.
Publieke zenders
Commerciële zenders
Radiostations die volgens de Conseil Supérieur de l'Audiovisuel in Categorie D of E worden ingedeeld
- International Standard Name Identifier: 0000 0001 0432 7412
- Library of Congress Control Number: n2004027710
- Nationale Bibliotheek van Israël: 987007601469705171
- Virtual International Authority File: 156080982